# Tochtportaal
Een tochtportaal is een ingang die achter een buitendeur is gebouwd om te voorkomen dat bij het openen van de deur tocht ontstaat. Na de voordeur is er een kleine hal, gevolgd door een tweede deur, de zogenaamde tochtdeur. Wie binnenkomt sluit eerst de voordeur en opent pas daarna de tochtdeur, zodat de kou buiten en de warmte binnen blijft. 

Een tochtportaal kan aan de binnenkant of aan de buitenkant van een gebouw zijn gebouwd. In het laatste geval spreken we van een uitbouw of aanbouw.

| Tochtportaal in uitbouw | Tochtportaal aan binnenzijde |
| ----------------------- | ---------------------------- |
|                         |                              |
|                         |                              |